# Internationale Cricket-Saison 1878/79
Die internationale Cricket-Saison 1878/79 fand zwischen November 1878 und März 1879 statt. Als Wintersaison wurden vorwiegend Heimspiele der Mannschaften aus Südasien, der Karibik und Ozeanien ausgetragen.

## Überblick

### Internationale Touren
| Beginn         | Heimteam   | Auswärtsteam | Resultate | Artikel |
| Beginn         | Heimteam   | Auswärtsteam | Test      | Artikel |
| -------------- | ---------- | ------------ | --------- | ------- |
| 2. Januar 1879 | Australien | England      | 1–0 [1]   | Artikel |